# Хранитель печатей
Хранитель печатей — государственное лицо, которое имеет право хранить и разрешать использование государственной печати (большой, средней или малой). Данное название может быть связано с министерским постом и кабинетом министров в частности, особенно в современном мире, однако в прошлом эта должность была отдельной и важной.

## Великобритания
| должность                                            | печать                           | | должность занимает |
| ---------------------------------------------------- | -------------------------------- | --- | ------------------ |
| Лорд-хранитель Малой печати                          | Малая печать Англии              | Одна из девяти должностей Высших сановников государства, которая является синекурной. Используется для того, чтобы ввести члена парламента в кабинет министров в качестве министра без портфеля. До английской реформации эту должность занимал епископ, причём первым хранителем Малой печати, который не являлся духовным лицом, был Томас Болейн, 1-м граф Уилтшир; он занял эту должность после того, как король Генрих VIII женился на его дочери Анне Болейн. | Натали Эванс       |
| Лорд Верховный канцлер Лорд-хранитель Большой Печати | Большая печать Королевства       | Сегодня управление лорда-канцлера в первую очередь ведает делами судов Соединённого Королевства. В 2007 году было создано министерство юстиции, и по конституционным обычаям министр юстиции стал одновременно лордом-канцлером. До принятия Акта о конституционной реформе 2005 года данное управление обладало существенной законодательной, исполнительной и судебной властями. Акт, принятый в 2005 году, лишал лорда-канцлера неисполнительных функций (помимо того, что он заседал в парламенте, когда его замещали депутат или пэр, имеющий право заседать в палате лордов). Ранее он являлся не только главным администратором судебной системы, но и председателем (спикером) в палате лордов (после 2005 года эти обязанности выполнял лорд-спикер). | Роберт Бакленд     |
| Хранитель Большой печати Шотландии                   | Большая печать Шотландии         | Хранителем данной печати как правило является шотландский государственный служащий, который имеет конкретную должность. Сейчас этот пост ex officio занимает первый министр Шотландии. Эта должность также предоставляет первому министру место в порядке шотландского государственного старшинства в силу его (её) положения как Хранителя Большой печати. До принятия Акта о Шотландии 1998 года, который предусматривал должность первого министра, хранителем являлся министр по делам Шотландии. | Юсаф Хамза         |
| Хранитель Большой печати Северной Ирландии           | Большая печать Северной Ирландии | Эта должность ранее принадлежала губернатору Северной Ирландии (1922-1973 г.), но после упразднения этого поста Большая печать перешла к министру по делам Северной Ирландии. | Брэндон Льюис      |
| Хранитель Валлийской печати                          | Валлийская печать                | Должность, созданная в соответствии с Актом об управлении Уэльсом 2006 года, ex-officio занимает первый министр Уэльса. Она предоставляет ему официальное место в порядке валлийского государственного старшинства. До 2006 года в Уэльсе не существовало собственной печати, кроме тех, которыми пользовались иноземные принцы Уэльские. | Марк Дрейкфорд     |
| Хранитель Малой печати Шотландии                     | Малая печать Шотландии           | Должность, занимаемая шотландским пэром, вакантна с 1922 года. | вакантно           |
| Хранитель Большой печати Корнуолла                   | Большая печать Корнуолла         | Должность занимал канцлер герцогства Корнуолльского, которого назначал сам герцог, являющийся принцем Уэльским. Пост вакантен с 1867 года. | вакантно           |
| Хранитель Малой печати Корнуолла                     | Малая печать Корнуолла           | Назначал герцог Корнуоллский. Должность вакантна с 1933 года. | вакантно           |

## Италия

Большая печать Канады

В Италии хранителем печатей (ит. Guardasigilli) является министр юстиции.
Министр юстиции, являясь хранителем печатей, ставит Большую печать во всех законах и указах, которые были подписаны президентом или изданы другими министерствами. Он также является редактором газеты «Gazzetta Ufficiale della Repubblica Italiana», официальной газеты Итальянской Республики.

## Канада
Официально хранителем Большой печати является генерал-губернатор Канады (представитель монарха). При вступлении в должность он приносит три присяги, одна из которых является присягой хранителя Большой печати. Печать также вручается генерал-губернатору, который в свою очередь передаёт её на хранение генеральному регистратору Канады, должность которого с 1995 года занимает министр промышленности.
Каждая канадская провинция с 1869 года имеет свою собственную печать, официальным хранителем которой является вице-губернатор (представитель монарха в провинции). Но фактически печать хранится у генерального прокурора провинции.

## Малайзия
Хранитель Большой печати Правителей (мал. Penyimpan Mohor Besar Raja-raja; джави ڤنڽيمڤن موهور بسر راج٢) — это правительственный малайзийский чиновник, который наделён полномочиями хранить и использовать данную печать от имени Конференции правителей. Большая печать является традиционным символом монаршей власти в Малайзии, а именно Янг ди-Пертуан Агонга (правителя Малайзии) и местных султанов штатов Малайзии. Хранитель является секретарём Конференции правителей и созывает её три раза в год или по указанию Янг ди-Пертуан Агонга. В соответствии с конституцией Малайзии человека на эту должность назначает сама конференция.